# 菩提僊那
菩提僊那（704年—760年3月16日），又稱婆羅門僧正、菩提僧正，天竺人，日本奈良時代的渡來僧。

## 生平
菩提僊那出生在今日印度馬杜賴的一個婆羅門種姓的家庭，姓婆羅門遲。青年時期追隨安世高的偉業，翻越喜馬拉雅山脈來到唐朝，滯留在了五台山。
在唐朝期間，菩提僊那以長安的崇福寺为據點活動。他接受了日本入唐僧人理鏡、第十次遣唐副使中臣名代等人的邀請，於736年（天平八年）與林邑僧人佛哲、唐朝僧人道璿一起來到了日本。三人最初赴九州的大宰府，後來被行基迎入平城京，住在大安寺，接受天皇送給的時服。
菩提僊那擅長諷誦華嚴經，且精通咒術。他將天竺的咒術傳授給了日本弟子。
751年（天平勝寶三年）擔任僧正。翌年，擔任東大寺盧舍那佛像的開眼供養的導師。因此功績，菩提僊那與聖武天皇、行基、良弁並稱東大寺的「四聖」。
760年（天平寶字四年），在大安寺向西方合掌，死去。葬於登美山右僕射林。